# Тунелі (Remix)
Тунелі (Remix) — збірка реміксів на вибрані треки з дебютного альбому Тунелі українського гурту FRANCO, представлена 3 травня 2017 року.

## Про реліз
За словами учасників FRANCO, до EP увійшли не стільки ремікси у класичному розумінні цього слова, а скоріше просто інші версії пісень із другим настроєм та в іншій гармонії.

## Композиції
Автор музики і слів Валентин Федишен. 
| #     | Назва                     | Тривалість |
| ----- | ------------------------- | ---------- |
| 1.    | «Він серед нас (Remix)»   | 5:14       |
| 2.    | «Дощ (Remix)»             | 5:03       |
| 3.    | «Голова чи серце (Remix)» | 4:41       |
| 4.    | «Тунелі (Remix)»          | 2:39       |
| 17:39 |                           |            |

## Учасники запису
- Зведення, мастерінг, семплер, клавішні — Валентин Федишен